# Etapa do Rio de Janeiro da Fórmula Truck

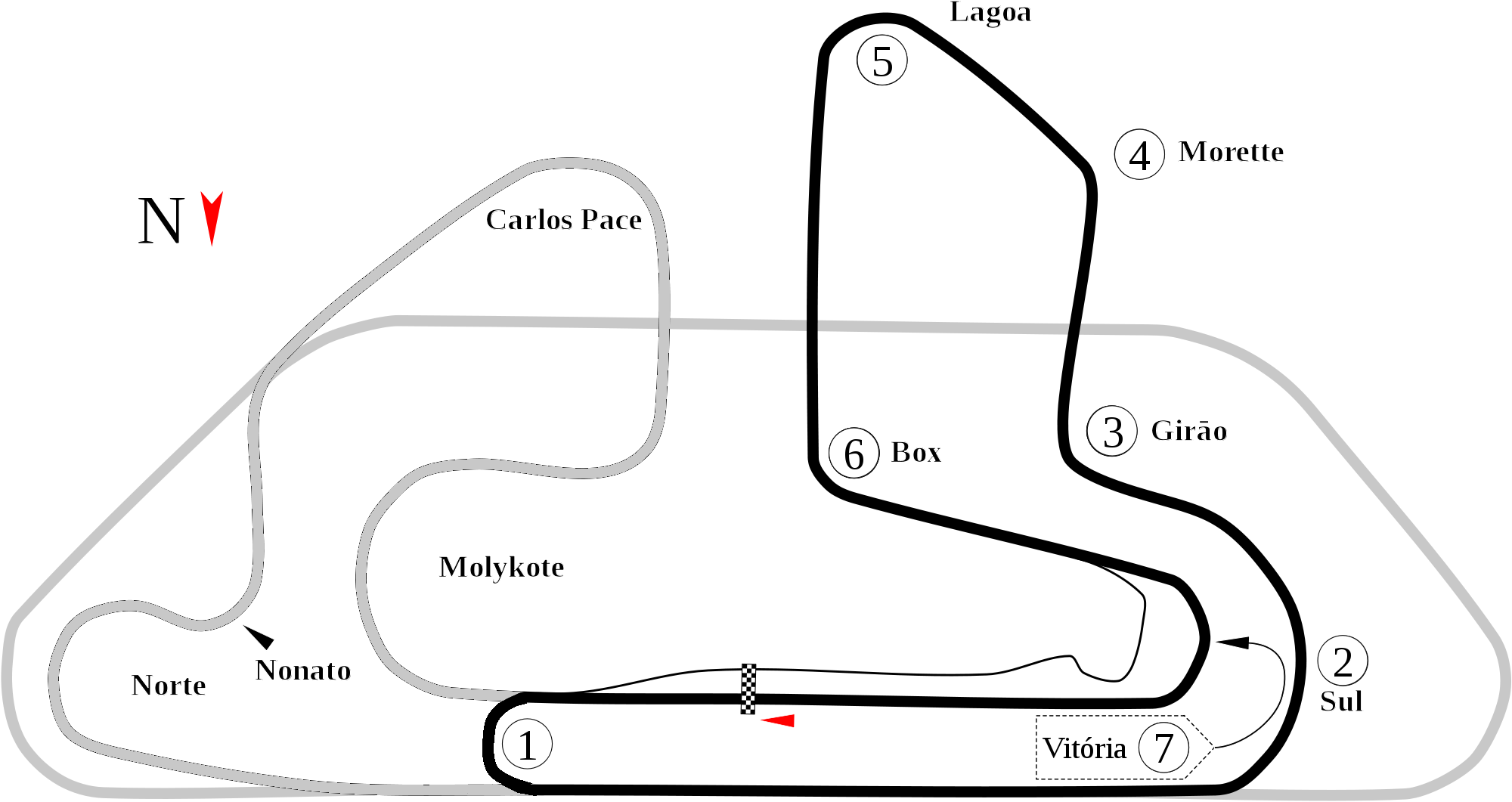
Mapa do autódromo.

A  Etapa de Rio de Janeiro da Fórmula Truck é um dos circuitos da Fórmula Truck, realizada no Autódromo de Jacarepaguá, no Rio de Janeiro.
A Truck realiza provas no Rio de Janeiro desde 2010, nesta primeira prova a vitória foi de Roberval Andrade.

## Campeões
- 2010 - Roberval Andrade - Scania